# Gravity of Love
«Gravity of Love» — песня, написанная в 1999 году проектом Enigma. Сингл стал первым релизом с альбома The Screen Behind the Mirror.
Отличительной чертой сингла является вокал Рут-Энн Бойл, известной солистки группы Olive и наличие семплов из оратории Карла Орфа «Carmina Burana». Сингл также содержит ремикс, созданный Питером Райзом из «Trance Atlantic Air Waves» (который в 1999 году создал множество ремиксов для Сандры). Кроме того, на диске впервые присутствует ремикс, созданный W. Filz. Клип был снят на натуре в Вилла Вагнер I (по проекту известного архитектора Отто Вагнера) в Пенцинг, район в Вене, Австрия.

## Список композиций

### CD (1 трек)
- Gravity of Love (3:58)

### CD (3 трека)
- Gravity of Love [radio edit] (3:58)
- Gravity of Love [judgement day club mix] (6:12)
- Gravity of Love [dark vocal club mix] (6:36)

## Позиции в чартах
| Чарт(1999—2000)                 | Высшая позиция |
| ------------------------------- | -------------- |
| Германия (GfK)                  | 65             |
| Венгрия (Rádiós Top 40)         | 4              |
| Нидерланды (Single Top 100)     | 84             |
| Швейцария (Schweizer Hitparade) | 89             |